# Filmes de 1939 da Paramount Pictures
Em 1939, a Paramount Pictures lançou um total de cinquenta e sete filmes.

## Destaques
As produções mais significativas foram:
- Beau Geste, clássica aventura na Legião Estrangeira, com Brian Donlevy roubando a fita como o sádico comandante do Forte Zinderneuf, o que lhe valeu uma indicação ao Oscar
- The Cat and the Canary, comédia de sucesso, primeiro veículo para Bob Hope, que a partir daí se tornaria grande atração das bilheterias, assim como a coestrela Paulette Goddard
- The Great Victor Herbert, biografia musical do maestro e compositor de operetas, que brilhou na Broadway entre as décadas de 1890 e 1920
- The Light That Failed, terceira e melhor adaptação do romance de Rudyard Kipling[1], valorizada pela direção de William Wellman e pelo elenco comandado por Ronald Colman
- Midnight, "comédia sofisticada, impregnada de um cinismo dissimulado (roteiro de Billy Wilder e Charles Brackett), é a obra-prima de Mitchell Leisen"[2]
- Persons in Hiding, thriller baseado em livro de J. Edgar Hoover sobre os bandidos Bonnie e Clyde, com a produção realista e a direção aguda de Louis King tirando o máximo de um orçamento pequeno[1]
- Union Pacific, outro sucesso de Cecil B. DeMille, sobre a era da construção das ferrovias que integraram o Oeste norte-americano ao restante do país

## Prêmios Oscar
Décima segunda cerimônia, com os filmes exibidos em Los Angeles em 1939:
| Filme                         | Indicações                                       | Premiações                               |
| ----------------------------- | ------------------------------------------------ | ---------------------------------------- |
| Beau Geste                    | Ator Coadjuvante (Brian Donlevy) Direção de Arte | ---                                      |
| Busy Little Bears             | Curta-Metragem em Live Action (1 bobina)         | Curta-Metragem em Live Action (1 bobina) |
| The Great Victor Herbert      | Trilha Sonora Original Gravação de Som           | ---                                      |
| Gulliver's Travels (animação) | Canção Trilha Sonora Original                    | ---                                      |
| Union Pacific                 | Efeitos Especiais                                | ---                                      |

### Prêmios Especiais ou Técnicos
- Farciot Edouart, Joseph E. Robbins, William Rudolph e Paramount Pictures, Inc.: Prêmio Científico ou Técnico (Classe III - Certificado de Menção Honrosa), "pelo projeto e construção de uma roda de moinho portátil"[3]

## Os filmes de 1939
| Título original                  | Título PT/BR                    | Título PT/PT           | Astros                                   | Diretor            |
| -------------------------------- | ------------------------------- | ---------------------- | ---------------------------------------- | ------------------ |
| Ambush                           | Uma Cilada do Acaso             |                        | Gladys Swarthout, Lloyd Nolan            | Kurt Neumann       |
| Arrest Bulldog Drummond          | Rende-te, Bulldog Drummond      |                        | John Howard, Heather Angel               | James Hogan        |
| Back Door to Heaven              | A Vida É Assim                  |                        | Wallace Ford, Stuart Erwin               | William K. Howard  |
| Beau Geste                       | Beau Geste                      |                        | Gary Cooper, Ray Milland                 | William Wellman    |
| Boy Trouble                      | Filhos de Encomenda             |                        | Mary Boland, Charles Ruggles             | George Archainbaud |
| Bulldog Drummond's Bride         | O Casamento de Bulldog Drummond |                        | John Howard, Heather Angel               | James Hogan        |
| Bulldog Drummond's Secret Police | O Tesouro de Bulldog Drummond   |                        | John Howard, Heather Angel               | James Hogan        |
| Cafe Society                     | Borboleta de Salão              |                        | Madeleine Carroll, Fred MacMurray        | Edward H. Griffith |
| The Cat and the Canary           | O Gato e o Canário              | O Gato e o Canário     | Bob Hope, Paulette Goddard               | Elliott Nugent     |
| Death of a Champion              | A Morte de um Campeão           |                        | Lynne Overman, Virginia Dale             | Robert Florey      |
| Disbarred                        | Eva no Tribunal                 |                        | Robert Preston, Gail Patrick             | Robert Florey      |
| Disputed Passage                 | Deuses de Barro                 |                        | Dorothy Lamour, Akim Tamiroff            | Frank Borzage      |
| The Gracie Allen Murder Case     | A Comédia de um Crime           |                        | Gracie Allen, Warren William             | Alfred E. Green    |
| Geronimo                         | Gerônimo                        |                        | Preston Foster, Ellen Drew               | Paul Sloane        |
| Grand Jury Secrets               |                                 |                        | John Howard, Gail Patrick                | James Hogan        |
| The Great Victor Herbert         | Sonho Maravilhoso               |                        | Allan Jones, Mary Martin                 | Andrew L. Stone    |
| Gulliver's Travels               | As Aventuras de Gulliver        | As Viagens de Gulliver | Animação                                 | Dave Fleischer     |
| Heritage of the Desert           | Herança do Deserto              |                        | Donald Woods, Evelyn Venable             | Lesley Selander    |
| Honeymoon in Bali                | Solteira por Capricho           |                        | Fred MacMurray, Madeleine Carroll        | Edward H. Griffith |
| Hotel Imperial                   | Hotel Imperial                  | Hotel Imperial         | Isa Miranda, Ray Milland                 | Robert Florey      |
| I'm from Missouri                |                                 |                        | Bob Burns, Gladys George                 | Theodore Reed      |
| Invitation to Happiness          | Convite À Felicidade            | Convite à Felicidade   | Irene Dunne, Fred MacMurray              | Wesley Ruggles     |
| Island of Lost Men               | A Ilha dos Renegados            |                        | Anna May Wong, J. Carroll Naish          | Kurt Neumann       |
| Jamaica Inn                      | A Estalagem Maldita             | A Pousada da Jamaica   | Charles Laughton, Horace Hodges          | Alfred Hitchcock   |
| King of Chinatown                | O Rei do Bairro Chinês          |                        | Akim Tamiroff, Anna May Wong             | Nick Grinde        |
| The Lady's from Kentucky         | A Última Corrida                |                        | George Raft, Ellen Drew                  | Alexander Hall     |
| Law of the Pampas                | A Lei dos Pampas                |                        | William Boyd, Russell Hayden             | Nate Watt          |
| The Light That Failed            | A Luz Que Se Apaga              |                        | Ronald Colman, Walter Huston             | William Wellman    |
| The Llano Kid                    | Bandoleiro Romântico            |                        | Tito Guizar, Jan Clayton                 | Edward Venturini   |
| The Magnificent Fraud            | Caviar para Sua Excelência      |                        | Akim Tamiroff, Mary Boland               | Robert Florey      |
| Man About Town                   | O Terror dos Maridos            |                        | Jack Benny, Dorothy Lamour               | Mark Sandrich      |
| Midnight                         | Meia-Noite                      | Meia-Noite             | Claudette Colbert, Don Ameche            | Mitchell Leisen    |
| Million Dollar Legs              | Elas Preferem um Atleta         |                        | Betty Grable, Jackie Coogan              | Nick Grinde        |
| Never Say Die                    | Um Golpe Errado                 |                        | Martha Raye, Bob Hope                    | Elliott Nugent     |
| Night Work                       |                                 |                        | Charles Ruggles, Mary Boland             | George Archainbaud |
| ...one third of a nation...      | ...um terço de uma nação...     |                        | Sylvia Sidney, Leif Erickson             | Dudley Murphy      |
| Our Leading Citizen              |                                 |                        | Bob Burns, Susan Hayward                 | Alfred Santell     |
| Our Neighbors the Carters        | A Família Carter                |                        | Edmund Lowe, Genevieve Tobin             | Ralph Murphy       |
| Paris Honeymoon                  | Lua-de-Mel em Paris             |                        | Bing Crosby, Franciska Gaal              | Frank Tuttle       |
| Persons in Hiding                | Perfume Delator                 | Almas Ocultas          | Lynne Overman, Patricia Morison          | Louis King         |
| Range War                        | O Homem Prático                 |                        | William Boyd, Russell Hayden             | Lesley Selander    |
| The Renegade Trail               | Sombras do Passado              |                        | William Boyd, Russell Hayden             | Lesley Selander    |
| Rulers of the Sea                | A Conquista do Atlântico        |                        | Douglas Fairbanks Jr., Margaret Lockwood | Frank Lloyd        |
| St. Louis Blues                  | Teatro Flutuante                |                        | Dorothy Lamour, Lloyd Nolan              | Raoul Walsh        |
| Silver on the Sage               | Uma Cartada Decisiva            |                        | William Boyd, Russell Hayden             | Lesley Selander    |
| Some Like It Hot                 | Garota Apaixonada               |                        | Bob Hope, Shirley Ross                   | George Archainbaud |
| The Star Maker                   | Berço de Estrelas               | O Criador de Estrelas  | Bing Crosby, Linda Ware                  | Roy del Ruth       |
| A Stolen Life                    | Vida Roubada                    |                        | Elisabeth Bergner, Michael Redgrave      | Paul Czinner       |
| Sudden Money                     |                                 |                        | Charles Ruggles, Marjorie Rambeau        | Nick Grinde        |
| Television Spy                   | Espionagem por Televisão        |                        | William Henry, Judith Barrett            | Edward Dmytryk     |
| This Man Is News                 | Repórter Número 1               |                        | Barry K. Barnes, Valerie Hobson          | David MacDonald    |
| $1,000 Dollars a Touchdown       | Boca Não É Garganta             |                        | Joe E. Brown, Martha Raye                | James Hogan        |
| Undercover Doctor                |                                 |                        | Lloyd Nolan, Heather Angel               | Louis King         |
| Union Pacific                    | Aliança de Aço                  | Aliança de Aço         | Joel McCrea, Barbara Stanwick            | Cecil B. DeMille   |
| Unmarried                        | Compromisso de Honra            |                        | Helen Twelvetrees, Buck Jones            | Kurt Neumann       |
| What a Life!                     |                                 |                        | Jackie Cooper, John Howard               | Theodore Reed      |
| Zaza                             | Zazá                            |                        | Claudette Colbert, Herbert Marshall      | George Cukor       |